# Echinopyrrhosia alpina
Echinopyrrhosia alpina là một loài ruồi trong họ Tachinidae.